# Akroterion

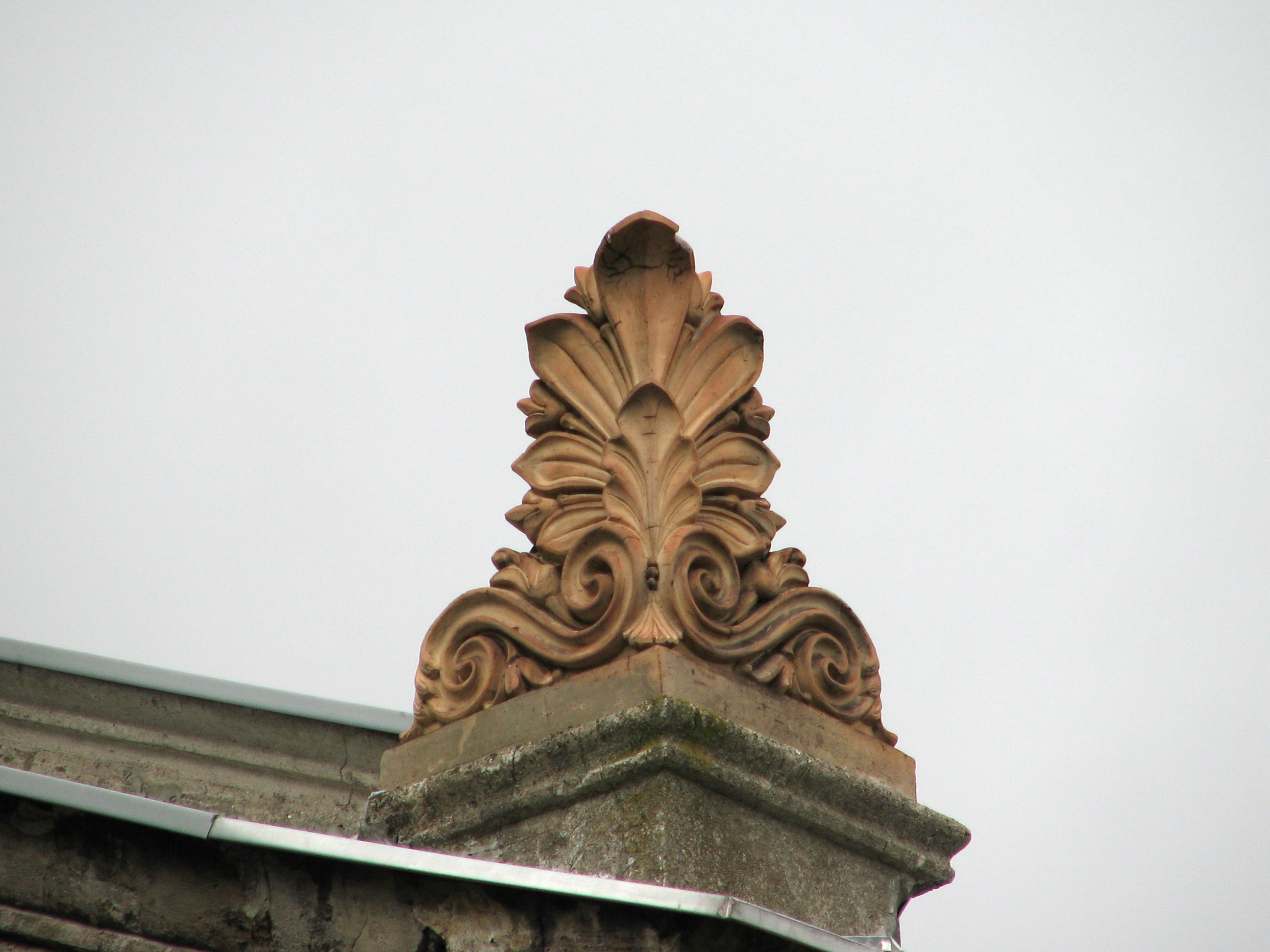
Eckakroter an einer historischen Villa in Rawicz (Polen)

Das Akroterion, auch der Akroter (veraltet auch die Akroterie; Plural Akroteria, Akroterien, Akrotere, im Bereich der Kunstgeschichte auch Akroteren, altgriechisch τὸ ἀκρωτήριον akrotérion „oberste Ecke, Spitze“) dient als Architekturelement der Bekrönung des Giebelfirstes und der Verzierung der auslaufenden Dachschrägen an den Giebelecken, dann Eckakroter (acroteria angularia) genannt.

## Beschreibung, Verwendung

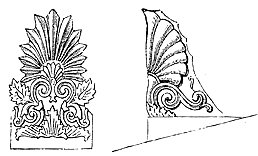
Akroterion – Vorder- und Seitenansicht

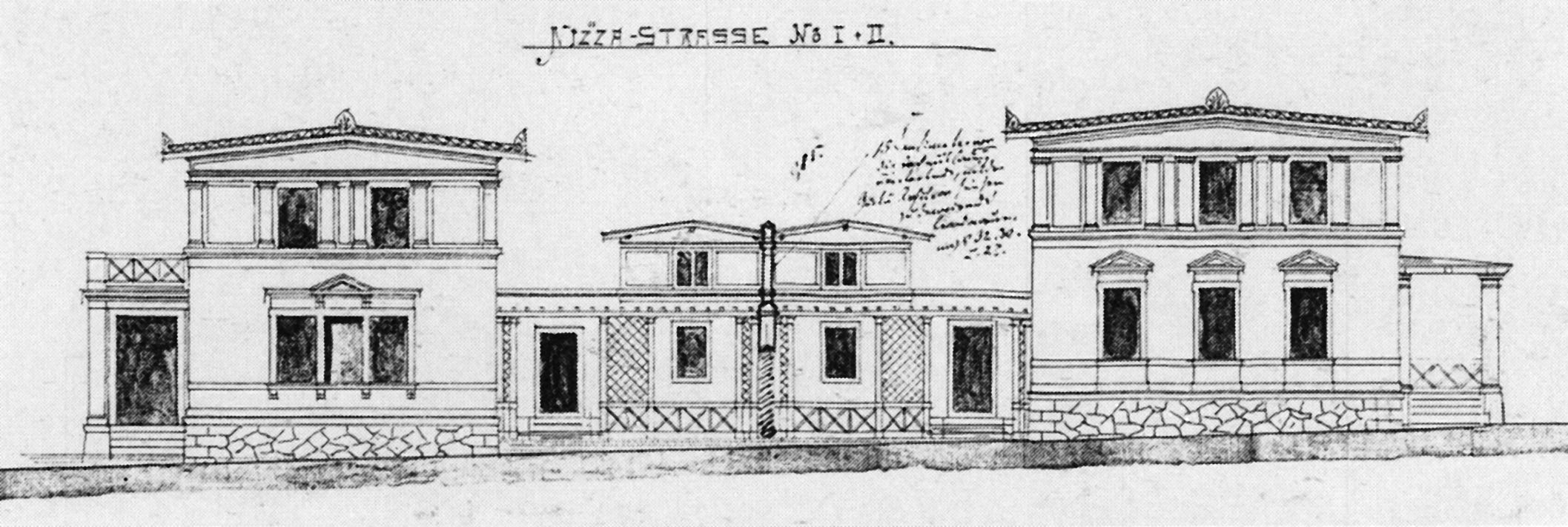
Bauzeichnung von 1879 der Villa Nizzastraße 11 und Villa Agnes, Oberlößnitz

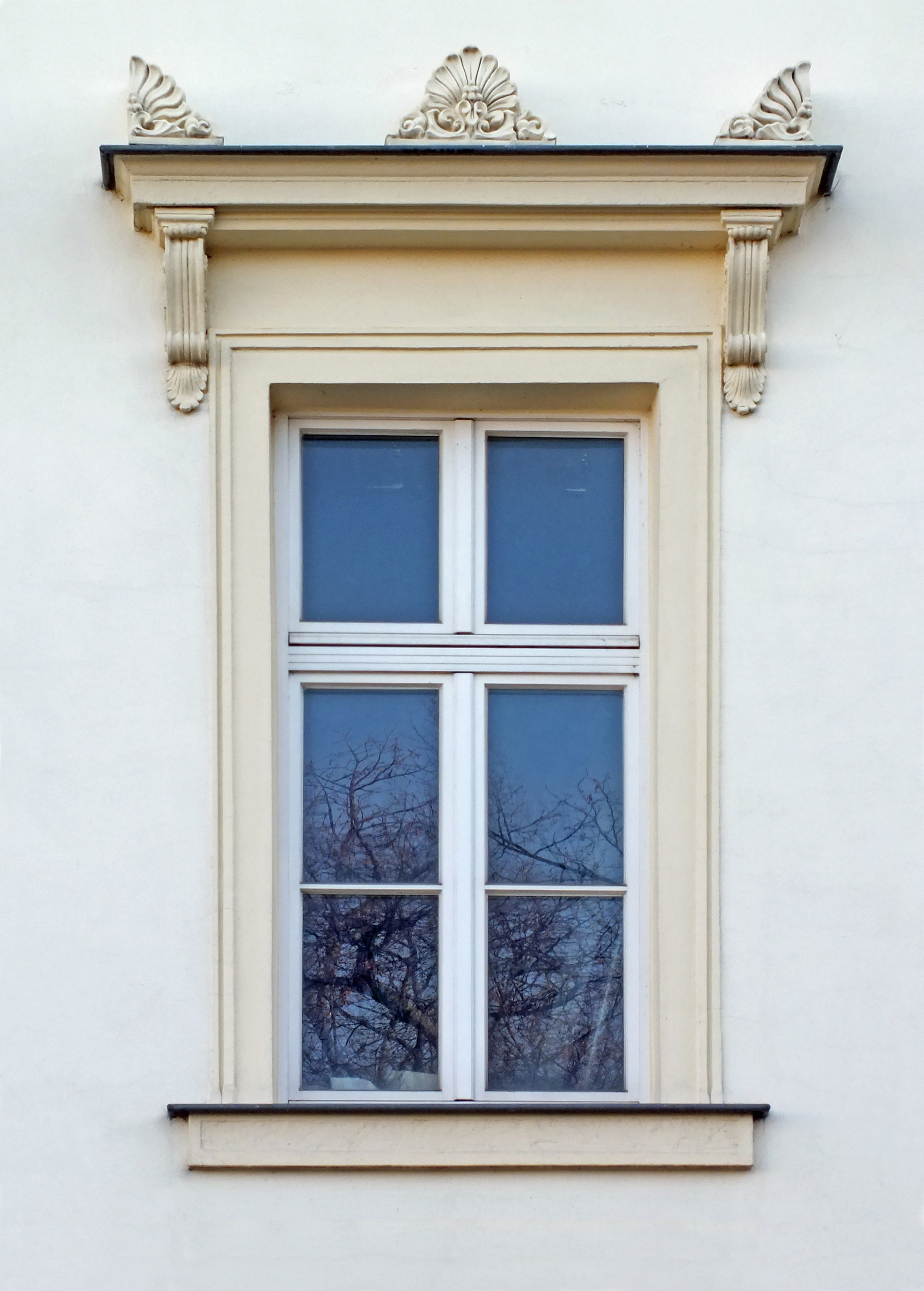
Akroterien auf der Fensterverdachung am klassizistischen Großen Blumenberg in Leipzig

Das Akroterion kommt häufig in der antiken griechischen, etruskischen und römischen Tempelarchitektur sowie bei Grabstelen vor.
Anfänglich eine kreisförmige Scheibe aus bemaltem Ton (Scheibenakroter), etwa am Heraion in Olympia, wurde das Akroterion ornamental und plastisch immer reicher ausgebildet, meist unter Verwendung pflanzlicher Motive wie dem Akanthus oder der Palmette. Darüber hinaus kommen neben vollplastischen Akroterien in Form von Vasen, Dreifüßen oder Fabeltieren wie dem Greif und der Sphinx auch menschliche Figuren – etwa Niken, reitende Amazonen – als Akroterion vor. Beispiele für die Ausschmückung von antiken Gebäuden mit Akroterien sind der archaische Apollontempel in Delphi oder der Asklepiostempel in Epidauros. Im Altertum waren Akroteria – wie andere Bauglieder auch – polychrom verziert, das heißt farbig gefasst. Das Akroterion sitzt immer auf einem die Dachschrägen ausgleichenden Kasten, dem Akroterkasten.
Etruskische Akrotere waren teilweise figürlich verziert.
Das Akroterion war auch in der Renaissance, im Klassizismus und im Historismus gebräuchliches Element der Ornamentik in der Architektur. Es beschränkte sich keinesfalls auf öffentliche Gebäude oder gar Immediatbauten, sondern war auch in der profanen Architektur gebräuchlich.